# الشروعة أولاد ادريس (أولاد الخادم)
الشروعة أولاد ادريس هو دُوَّار يقع بجماعة ريمة، إقليم سطات، جهة الدار البيضاء سطات في المملكة المغربية. ينتمي الدوّار لمشيخة أولاد الخادم التي تضم 7 دواوير. يقدر عدد سكانه بـ 320 نسمة حسب الإحصاء الرسمي للسكان والسكنى لسنة 2004.

## روابط خارجية
- البوابة الوطنية للجماعات الترابية
- المندوبية السامية للتخطيط